# 斯特凡纳·里萨切尔
斯特凡纳·里萨切尔（法語：Stéphane Risacher，1972年8月26日—），生于穆蘭，法国篮球运动员。他曾代表法国国家队参加2000年夏季奥运会男子篮球比赛，最终获得银牌。
其儿子扎卡里·里萨谢也是篮球运动员，在2024年NBA选秀中被亚特兰大老鹰队状元签选中，效力于老鹰队。